# 빈도보나

서기 250년경의 빈도보나 지도

빈도보나 (Vindobona, 갈리아어어로 '하양'을 뜻하는 빈도, '기지'를 뜻하는 보나에서 유래)는 오스트리아 빈 지역에 있었던 로마의 군영이다. 빈도보나가 있던 지역은 13세기에 베르크호프(Berghof)라는 이름으로 바뀌었고, 현재는 알터 베르크호프 (Alter Berghof, 옛 베르크호프)로 알려져 있다.
기원전 15년 무렵, 노리쿰 왕국이 로마 제국으로 편입되었다. 이에 따라 도나우강이 로마 제국의 국경선이 되었고, 로마인들은 추정 인구 15,000명에서 20,000명에 이르는 빈도보나를 포함해 강변을 따라 요새 시설들 및 취락들을 세웠다.

## 역사

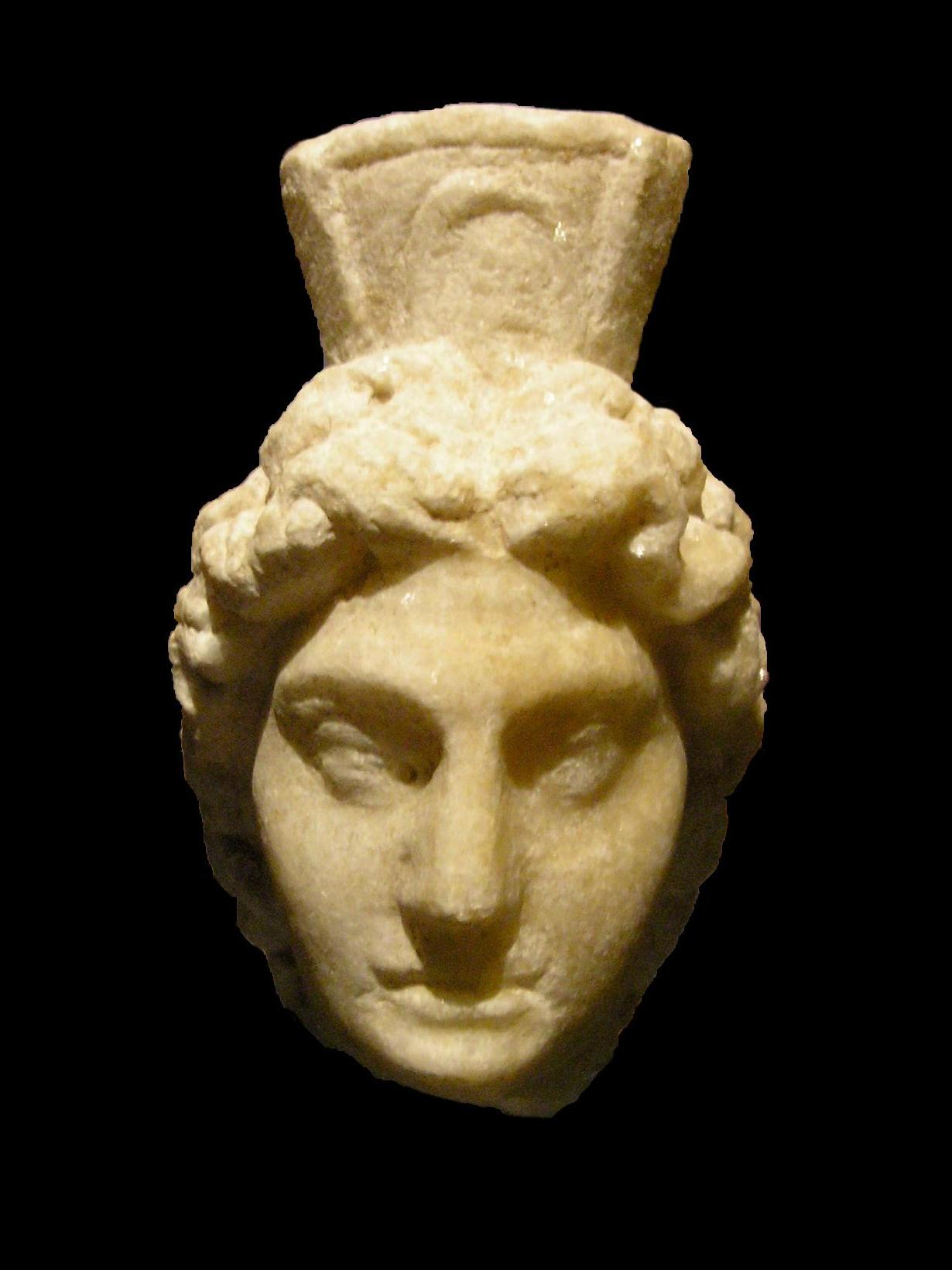
빈도보나 발굴 중에 출토된 '수호신'의 두상

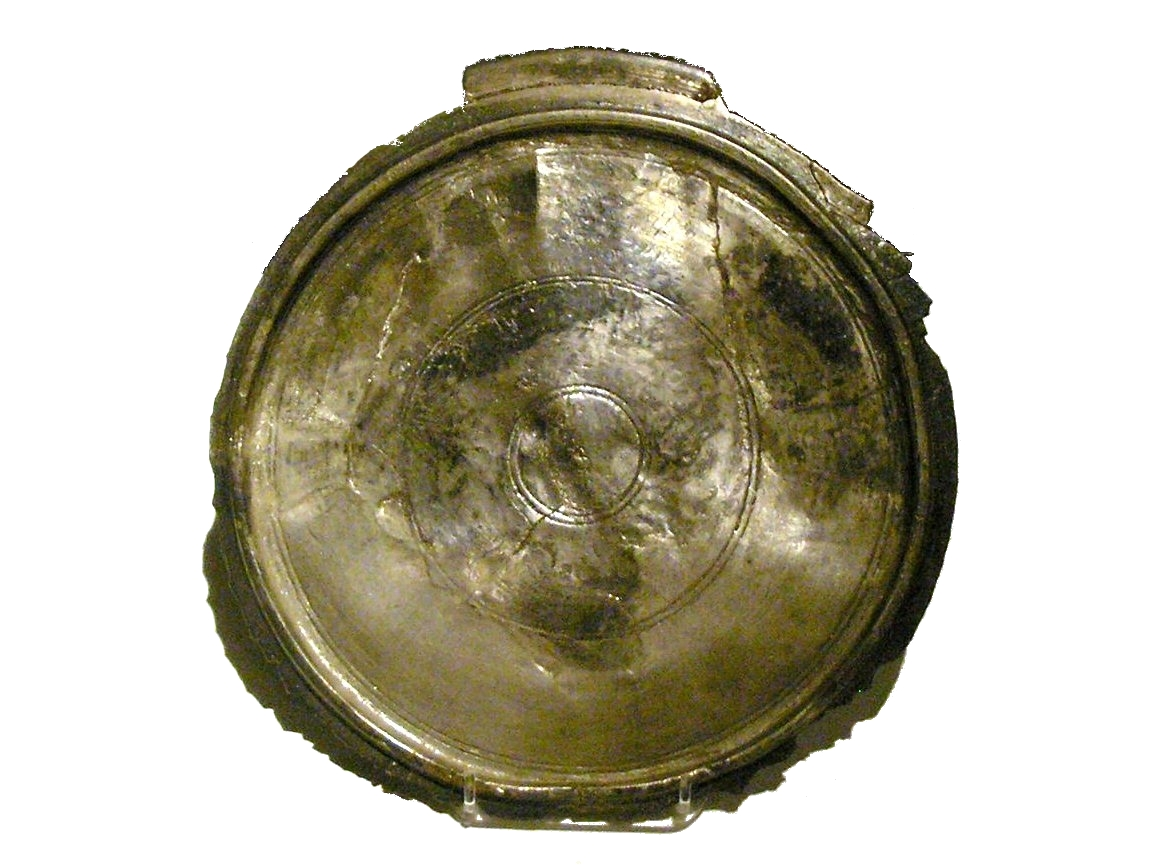
1945년에 Kärntner Straße 인근에서 출토된 유물 중 하나인 은제 판

빈도보나에 대한 초기 언급들은 지리학자 프톨레마이오스의 《지리학》과 역사학자 아우렐리오스 빅토르에게서 이뤄졌는데, 아우렐리우스 빅토르는 마르쿠스 아우렐리우스 황제가 게르만 부족들을 상대로 하는 원정 중에 원인 불명의 지병으로 180년 3월 17일 빈도보나에서 사망했다고 하였다. 오늘날에, 빈의 호어 마르크트 근처에는 '마르크 아우렐슈트라세'(Marc-Aurelstraße, 마르쿠스 아우렐리우스 거리)가 있다.
빈도보나가 군단 요새로서 100년 무렵에 지어졌을 가능성이 있는데, 103년보다 이전 시기의 것으로 보이는 건물 비문들이 없다는 고고학적 자료 때문이다.
빈도보나는 행정 중심지를 카르눈툼을 두던 로마 속주 판노니아의 일부였다. 빈도보나는 민간 도시 (카나바이)와 붙어 있던 군영이었다. 약 6,000명을 수용하던 이 군사 복합지는 대략 20 헥타르의 너비로, 오늘날 빈의 제1구역에 위치했다. 도나우강이 로마 제국의 국경을 형성했고, 빈도보나는 카르눈툼, 브리게티오, 아퀸쿰의 군영을 포함한 방어 체계의 일부였다. 콤모두스 황제 시기, 네 개 군단 (게미나 제10군단, 게미나 마르티아 빅트릭스 제14군단, 아디우트릭스 제1군단, 아디우트릭스 제2군단)이 판노니아에 배치되어 있었다.
빈도보나는 주변의 로마 영지 (빌라 루스티카)에서 공급을 받았다. 농업과 임업을 포함해 발달된 사회적 기반 시설을 갖춘 교역 중심지가 빈도보나를 주변으로 발달하였다. 민간 지역사회들이 요새(canabae legionis) 밖에서 발달했다.
다른 표준화 된 로마 군영에서 흔치 않은 비대칭 배치 형태를 갖춘 빈도보나는 Graben, Naglergasse, Tiefer Graben, Salzgries, Rabensteig, Rotenturmstraße 등 빈의 거리 지도에서도 여전히 확인 가능하다. 오늘날 Salzgries 거리를 따라 있는 완곡한 군영의 경계는 3세기에 발생하여 군영의 상당한 영역을 침식시킨 도나우강의 엄청난 범람으로 인한 것으로 추정된다. 참호를 뜻하는“Graben”의 명칭은 군영의 방어 목적의 참호임을 상기시킨다고 여겨진다. 군영의 성벽 일부가 중세 시절에는 있을 것으로 생각되며, 이때 빈의 거리들이 설치되어, 경로가 확정되었다. 이후에 베르크호프가 군영의 한쪽 모서리에 세워졌다.
2세기 게르만족 침입 이후에 재건된, 빈도보나는 3세기와 4세기에 걸쳐 로마 행정 구역에 남게 되었다. 빈도보나의 사람들은 430년대에 훈족이 판노니아를 침입한 뒤에 도시를 떠났고 이곳은 몇 세기간 버려졌다.

## 빈도보나의 로마 흔적

### 유적

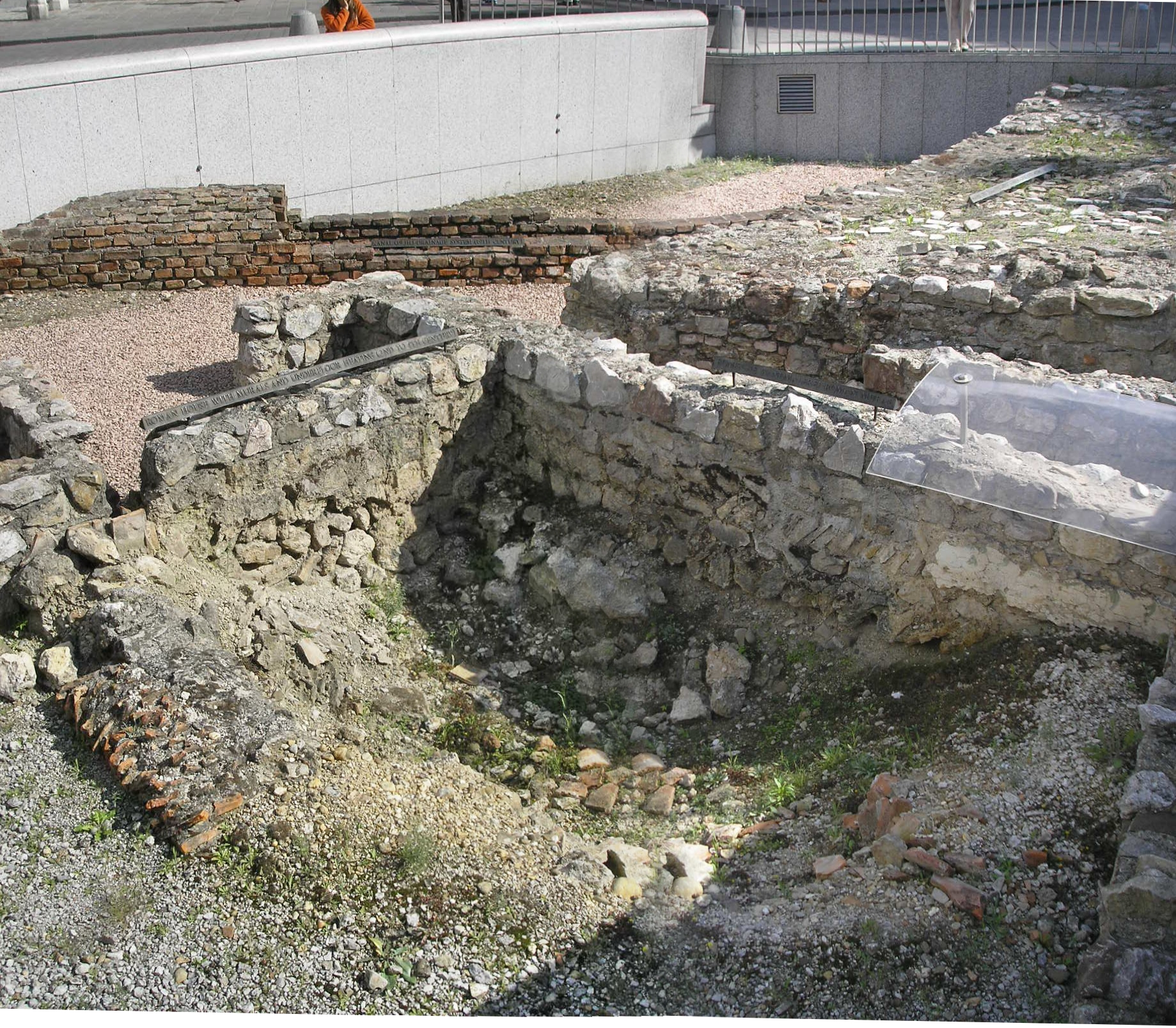
Michaelerplatz의 로마 전초기지 유적

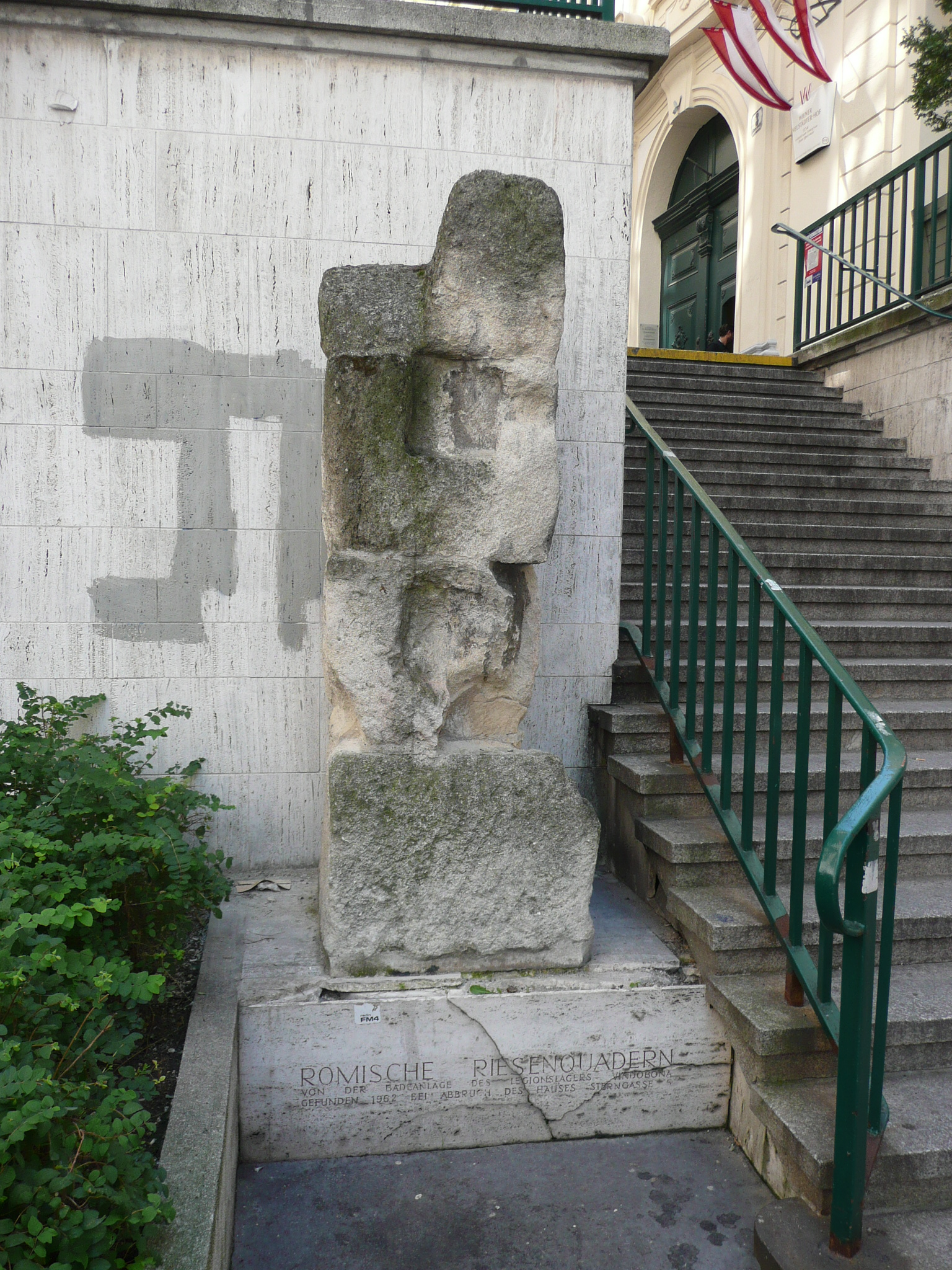
Sterngasse 지역에서 출토된 테르마이의 시설에 쓰인 돌

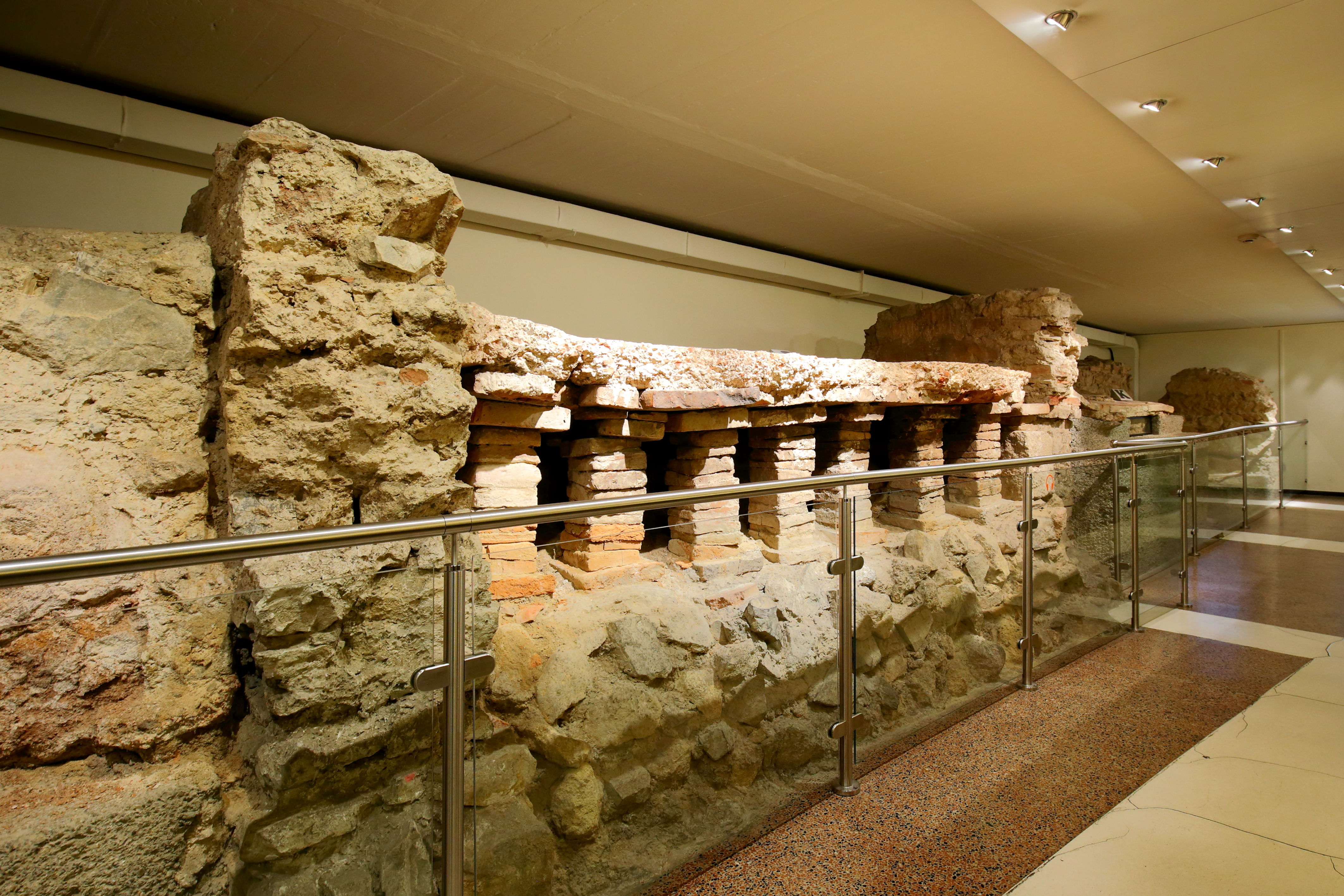
Hoher Markt에서 발견된 하이포코스트 잔해

로마 군영의 흔적이 빈의 중심부 여러 지역에서 발견되고 있다. Michaelerplatz의 중앙부는 고고학자들에게 대대적인 조사가 이뤄졌으며, 로마 군단의 전초 기지(canabae legionis)와 교차로 흔적들이 발견되고 있다. Michaelerplatz 광장의 현재 형태 중심부는 장방형 개구부으로 고고학 발굴지를 떠올리게 하고, 각각 다른 시대에서 보존된 성벽 유적을 보여주고 있다.
로마 수로 체계의 일부가 Hof의 소방서 지하에 존재한다.
호어 마르크트 바로 아래에는 1948/49년 배관 공사 중 발굴되어 일반인들이 접근할 수 있게 된 두 개의 건물의 잔해가 있다. 추가적인 발굴 뒤에, 유적지가 1961년에 개방되었다. 이 때문에 본래 벽면 일부가 제거되어야 했었는데 바닥의 하얀색 부분들이 그 지점을 나타낸다. 도로를 통해서 건물 떨어져 있던 제2건물은 관리와 그의 가족들이 거주했었다. 2008년에 이 로마 유적지 전시 공간은 로마 박물관으로 확장되었다]. 유적의 대부분이 광장의 아래쪽 그리고 아래에 자리잡고 있기에 오늘날에는 적은 부분만을 볼 수 있다.
벽면 유적지는 서기 1세기부터 5세기까지 다른 시기의 것들로 추정된다. 주거 시설은 원주들이 깔린 홀이 있는 가운데 안뜰을 중심으로 설치된 주거 구역과 와 작업 공간이 있는, 전형적인 로마 시대의 빌라이다.
U5 지하 선로를 뚫는 과정에, 벽돌 가마와 제련소 등이 발견되었다.

### 로마 군영의 흔적

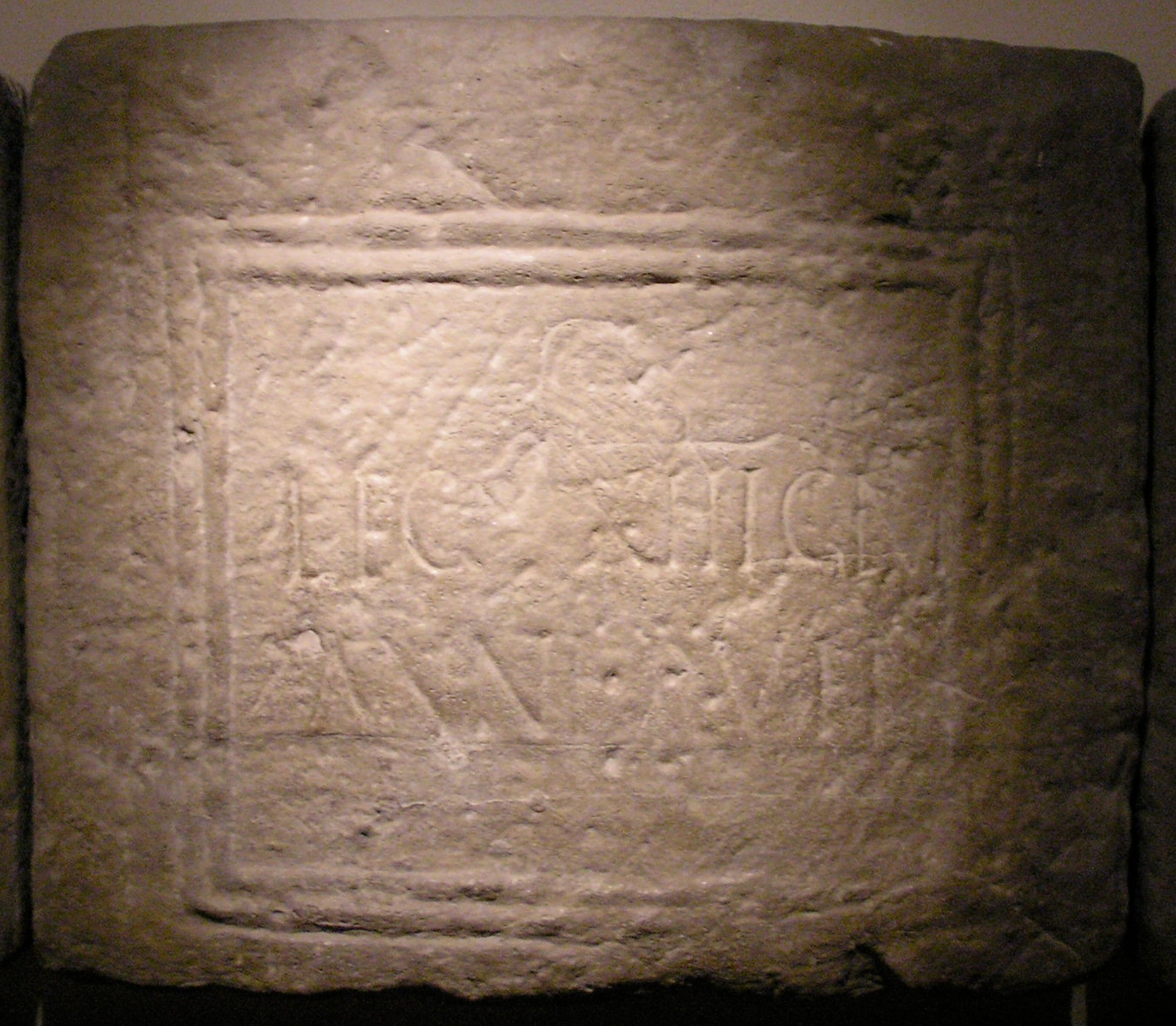
게미나 제13군단이 언급된 비문이 있는 주춧돌

각인이 된 3,000개 이상의 벽돌들, 일부 금석문과 문헌 자료 등은 빈도보나에 주둔했던 군단들과 기병대, 해병대 등의 존재를 증명한다. 서기 97년경에, 게미나 제13군단이 군단 주둔지 건설을 맡았었다. 다키아 지역의 전쟁들 때문에, 이 군단은 철수하여 서기 101년에 재배치되었다. 10년 뒤, 게미나 마르티아 빅트릭스 제13군단이 들었다. 아퀸쿰의 게미나 제10군단이 서기 114년에 도착하여 서기 5세기까지 빈도보나에 주둔했다.
대략 6,000명의 병사들이 병영에 주둔했다. 이들 중의 다수가 평화 기간에는 전시 근무에는 자유로워 다른 업무를 했었다. 이른바 immunes라 불리는 이들은 상품 공급과 무기 및 물자의 제작과 유지를 위해 필요했었다. 이들은 또한 채석장에서 돌을, 그리고 숲에서 목제를, 채취하고 벽돌을 만들었으며, 도로와 교량, 수로를 유지했다. 병영을 관리하고 보안을 확보하기 위해서는 추가 인력이 필요했다.

### 수로

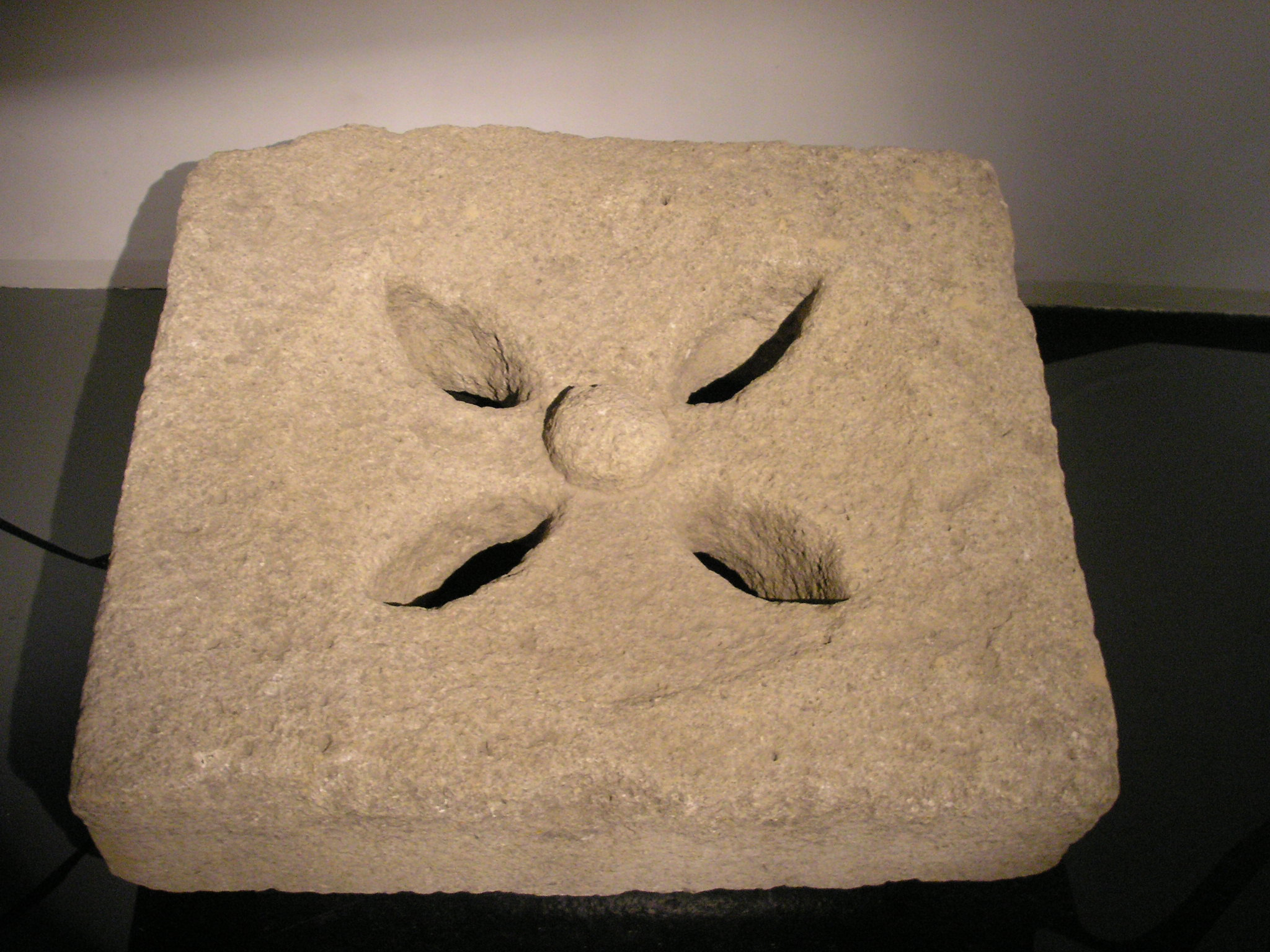
맨홀 뚜껑. 물 공급과 위생 시설은 도시 기능을 위해 필수적이었다

로마인들은 정교한 로마 수도교, 수로, 거대한 지하 파이프를 통해 빈도보나를 포함한 자신들의 도시에 깨끗한 식수를 공급했다. 발굴을 통해 빈도보나가 17 km 길이의 수도관을 통해 물을 공급받았음이 밝혀졌다. 이 수원은 오늘날 칼크스부르크 인근의 비너발트에 있었다. 우물, 라트리네, 테르메 등이 수도 공급을 받았다. 지휘관의 거처 같은 중심 시설과 병원 등은 별도의 공급을 받았으며, 지하수 우물을 갖추고 있던 병영 외부의 주둔지 역시도 그러하였다.
지난 100년이 넘는 기간에 행해진 발굴로 다음의 로마 상수도 유적들이 발견되었다:
- Zemlinskygasse: at numbers 2-4 - (23번 구역, 1924년에 발견)
- Breitenfurter Straße: at number 422 - (23번 구역, 1959년에 발견)
- Rudolf Zeller-Gasse/Anton-Krieger-Gasse - (23번 구역, 1992년에 발견)
- Atzgersdorf - (23번 구역, 1902–1907년에 발견)
- Tullnertalgasse: at number 76 - (23번 구역, 1973년에 발견)
- Lainergasse: at number 1 - (23번 구역, 1958)
- Wundtgasse - (12번 구역, 1951년에 발견)
- Rosenhügelstraße: at number 88 - (12번 구역, 1926년에 발견)
- Fasangartenstraße: at number 49 - (12번 구역, 1916년에 발견)
- Pacassistraße - (13번 구역, 1928년에 발견)
- Sechshauserstraße: at number 7 - (15번 구역, 1879년에 발견 - 제1구역으로 이어짐)

## 추가 자료
- Michaela Kronberger: Siedlungschronologische Forschungen zu den canabae legionis von Vindobona. Die Gräberfelder (Monographien der Stadtarchäologie Wien Band 1). Phoibos Verlag, Wien 2005. (독일어)
- Christine Ranseder e.a., Michaelerplatz. Die archäologischen Ausgrabungen. Wien Archäologisch 1, Wien 2006. ISBN 3-901232-72-9. (독일어)
- Vindobona. Die Reise in das antike Wien. DVD-Rom, 2004. (독일어)
- Vindobona II. Wassertechnik des antiken Wiens. DVD-Rom, 2005. (독일어)